# Saison 4 d'À la Maison-Blanche
Chronologie
Saison 3 Saison 5
Cet article présente les vingt-trois épisodes de la quatrième saison de la série télévisée américaine À la Maison-Blanche (The West Wing).

## Distribution

### Acteurs principaux
- Martin Sheen (VF : Marcel Guido) : Josiah Bartlet, président des États-Unis d'Amérique
- John Spencer (VF : Michel Fortin) : Leo McGarry, chef de cabinet de la Maison-Blanche
- Bradley Whitford (VF : Daniel Lafourcade) : Josh Lyman, chef de cabinet adjoint de la Maison-Blanche
- Richard Schiff (VF : Philippe Bellay) : Toby Ziegler, directeur de la communication de la Maison-Blanche
- Rob Lowe (VF : Bruno Choël) : Sam Seaborn, directeur adjoint de la communication de la Maison-Blanche
- Allison Janney (VF : Marie-Laure Beneston) : C.J. Cregg, porte-parole de la Maison-Blanche
- Dulé Hill (VF : Lucien Jean-Baptiste) : Charlie Young, assistant personnel du Président des États-Unis
- Janel Moloney (VF : Natacha Muller) : Donna Moss, assistante du chef de cabinet adjoint de la Maison-Blanche
- Stockard Channing (VF : Danièle Hazan) : Abbey Bartlet, première dame des États-Unis
- Joshua Malina (VF : Patrice Baudrier) : Will Bailey, directeur adjoint de la communication de la Maison-Blanche

### Acteurs récurrents
- NiCole Robinson (VF : Maité Monceau) : Margaret Hooper, secrétaire du chef de cabinet de la Maison-Blanche
- Lily Tomlin (VF : Pascale Jacquemont) : Debbie Fiderer, secrétaire personnelle du président Bartlet
- Elisabeth Moss (VF : Chantal Macé) : Zoey Bartlet, fille cadette du président Bartlet

## Épisodes

### Épisode 1:En rade dans l'Indiana:1repartie
- États-Unis : 25 septembre 2002 sur NBC
- France : 27 juillet 2006 sur France 2

- Ron Silver : Bruno Gianelli
- John Amos : Percy Fitzwallace
- Amy Adams : Cathy
- NiCole Robinson : Margaret
- Renée Estevez : Nancy
- Joan MacIntosh : Meredith Walker
- Valorie Armstrong : Mme Harrison
- Art Chudabala : Peter Lien
- Alan Dale : Mitch Bryce
- Victor McCay : Peter
- Danielle Harris : Kiki
- John Gallagher, Jr. : Tyler

### Épisode 2:En rade dans l'Indiana:2epartie
- États-Unis : 25 septembre 2002 sur NBC
- France : 27 juillet 2006 sur France 2

- Ron Silver : Bruno Gianelli
- John Amos : Percy Fitzwallace
- Amy Adams : Cathy
- NiCole Robinson : Margaret
- Renée Estevez : Nancy
- Joan MacIntosh : Meredith Walker
- Valorie Armstrong : Mme Harrison
- Andrew McFarlane : Anthony Marcus
- Allison Smith : Mallory O'Brien
- Lily Tomlin : Debbie Fiderer

### Épisode 3:De jeunes étudiants
- États-Unis : 2 octobre 2002 sur NBC
- France : 12 août 2006 sur France 2

- Mary-Louise Parker : Amy Gardner
- Ron Silver : Bruno Gianelli
- John Amos : Percy Fitzwallace
- Lily Tomlin : Deborah Fiderer
- Joanna Gleason : Jordon Kendall
- Clark Gregg : agent Michael Casper
- Glenn Morshower : Mike Chysler
- John P. Connolly : Matt Kelley

### Épisode 4:La Messe rouge
- États-Unis : 9 octobre 2002 sur NBC
- France : 19 août 2006 sur France 2

- Mary-Louise Parker : Amy Gardner
- Clark Gregg : agent Michael Casper
- George Coe : sénateur Howard Stackhouse
- Malachi Throne : ministre israélien Ben Yosef
- Deborah May : Janet
- Robin Bartlett : Susan Thomas
- Andrew McFarlane : Anthony Marcus

### Épisode 5:Répétition générale
- États-Unis : 16 octobre 2002 sur NBC
- France : 26 août 2006 sur France 2

- John Amos : Percy Fitzwallace
- Marlee Matlin : Joey Lucas
- Kathryn Joosten : Dolores Landingham
- Kathleen York : Andrea Wyatt
- NiCole Robinson : Margaret
- Bill O'Brien (en) : Kenny Thurman

### Épisode 6:Les jeux sont faits!
- États-Unis : 30 octobre 2002 sur NBC
- France : 2 septembre 2006 sur France 2

- Tony Amendola : Ali Nissir
- John Aniston : Alexander Thompson
- James Brolin : Robert Ritchie
- Amy Bruckner : Sally
- Dashiell Eaves : JoeScott
- Hal Holbrook : Albie Duncan
- Nick Jameson : Chet
- Mary Beth McDonough : Beth

### Épisode 7:Soirée électorale
- États-Unis : 6 novembre 2002 sur NBC
- France : 9 septembre 2006 sur France 2

- Christian Slater : Jack Reese, capitaine de corvette
- Joshua Malina : Will Bailey
- Kathleen York : Andrea Wyatt
- Omar Benson Miller : Orlando Kettles
- Danica McKellar : Elsie Snuffin

### Épisode 8:Manœuvres et Procédés
- États-Unis : 13 novembre 2002 sur NBC
- France : 16 septembre 2006 sur France 2

- Joshua Malina : Will Bailey, directeur de campagne dans la 47e circonscription de Californie
- Christian Slater : Jack Reese, capitaine de corvette
- Kathleen York : Andrea Wyatt, compagne de Toby
- Joanna Gleason : avocate Jordon Kendall
- Tobin Bell : Colonel Whitcomb

### Épisode 9:Diplomatie suisse
- États-Unis : 20 novembre 2002 sur NBC
- France : 23 septembre 2006 sur France 2

- Joshua Malina : Will Bailey
- Joel Anderson : Clark
- Tim Matheson : vice-président John Hoynes
- Geoff Pierson : Tripplehorn
- Lucinda Jenney : Karen Kroft
- Danica McKellar : Elsie Snuffin
- Bernard White : Dr Ehsan Mohebi

### Épisode 10:Panne sèche
- États-Unis : 27 novembre 2002 sur NBC
- France : 30 septembre 2006 sur France 2

- John Amos : Percy Fitzwallace
- Christian Slater : Jack Reese
- Vyto Ruginis : Mitch
- Audrey Wasilewski : Janice Trumbull
- Renée Estevez : Nancy

### Épisode 11:Sainte Nuit
- États-Unis : 11 décembre 2002 sur NBC
- France : 7 octobre 2006 sur France 2

- Adam Arkin : Dr Stanley Keyworth
- Timothy Busfield : Danny Concannon
- Jerry Adler : Jules Ziegler
- Elisabeth Moss : Zoey Bartlet
- John Diehl : Claypool
- Trent Ford : Jean Paul

### Épisode 12:La Chèvre de M. Bartlet
- États-Unis : 8 janvier 2003 sur NBC
- France : 14 octobre 2006 sur France 2

- Timothy Busfield : Danny Concannon
- Elisabeth Moss : Zoey Bartlet
- Trent Ford : Jean-Paul, nouveau petit-ami de Zoey
- Megan Ward : Jane
- Kiersten Van Horne : Jane Cleery

- Dans la scène de l'aéroport, alors que Donna essaie de débusquer le sénateur, un homme se tient avec un panneau marqué « B D'Elia », qui est le nom du réalisateur de l'épisode Bill D'Elia.
- Le titre en français est une référence au conte La Chèvre de monsieur Seguin.

### Épisode 13:La Promesse d'une génération
- États-Unis : 15 janvier 2003 sur NBC
- France : 21 octobre 2006 sur France 2

- Donald Moffat : Talmidge Cregg
- Matthew Modine : Marco Arlens
- Verna Bloom : Molly Lapham
- Betsy Aidem (en) : Libby Lapham
- Terry Beaver : Lee Voight

### Épisode 14:Investiture:1repartie
- États-Unis : 5 février 2003 sur NBC
- France : 28 octobre 2006 sur France 2

- Timothy Busfield : Danny Concannon
- Granville Van Dusen (en) : Bryce Lilly
- Danica McKellar : Elsie Snuffin
- Steve Ryan (en) : Miles Hutchinson
- Victor McCay : Peter
- Thomas Kopache (en) : Bob Slatterly

### Épisode 15:Investiture:2epartie
- États-Unis : 12 février 2003 sur NBC
- France : 11 novembre 2006 sur France 2

- Timothy Busfield : Danny Concannon
- Jill Sobule : Elle-même
- Jude Christodal : lui-même
- Melissa Fitzgerald (en) : Carol Fitzpatrick
- William Duffy (en) : Larry

### Épisode 16:La47ecirconscription
- États-Unis : 19 février 2003 sur NBC
- France : 18 novembre 2006 sur France 2

- Kathleen York : Andrea Wyatt
- Elisabeth Moss : Zoey Bartlet
- Matthew Glave : Scott Holcomb
- Danica McKellar : Elsie Snuffin
- Lara Phillips : Lauren Romano
- Kimberlee Peterson : Lauren Shelby
- Catherine Kwong : Lauren Chin

### Épisode 17:Red Haven est en flammes
- États-Unis : 26 février 2003 sur NBC
- France : 25 novembre 2006 sur France 2

- Mary-Louise Parker : Amy Gardner
- John Amos : Percy Fitzwallace
- Lily Tomlin : Deborah Fiderer
- Carrie Snodgress : Mme Martha Rowe
- Danica McKellar : Elsie Snuffin
- Claire Coffee : Cassie Tatum
- Lee Garlington : Alana Waterman
- Elisabeth Rosen : Diane Halley
- Daniel Zacapa : Esteban « Steve » Hernandez

- Cet épisode est le dernier au cours duquel Sam Seaborn est l'un des personnages principaux de la distribution ; on ne le reverra ponctuellement qu'au cours de la dernière saison.
- C'est aussi le dernier au cours duquel la crise au Kundu, narrée à partir de l'épisode 14, est évoquée (elle ne le sera plus par la suite).

### Épisode 18:Corsaires
- États-Unis : 26 mars 2003 sur NBC
- France : 2 décembre 2006 sur France 2

- Mary-Louise Parker : Amy Gardner
- Jeff Perry : Burt Ganz
- Elisabeth Moss : Zoey Bartlet
- Trent Ford : Jean Paul
- Amanda Carlin : Hillary Toobin
- Benjamin Brown : Mike

### Épisode 19:Nom de code: Angel
- États-Unis : 2 avril 2003 sur NBC
- France : 16 décembre 2006 sur France 2

- Thom Barry : Mark Richardson
- Matt McCoy (en) : Tom Landis
- James Morrison : Colonel Jessie Weiskopf
- NiCole Robinson : Margaret
- George Wyner : Simmel
- Gregory Jbara : Segal
- Mindy Seeger : Chris

### Épisode 20:Équinoxe de printemps
- États-Unis : 23 avril 2003 sur NBC
- France : 23 décembre 2006 sur France 2

- Matthew Perry : Joe Quincy
- Lily Tomlin : Deborah Fiderer
- Elisabeth Moss : Zoey Bartlet
- Michael O'Neill : Ron Butterfield
- NiCole Robinson : Margaret
- Renée Estevez : Nancy
- Melissa Fitzgerald : Carol Fitzpatrick

Six événements marquent la soirée du 21 mars (jour de l'équinoxe de printemps) à la Maison-Blanche. 
- Les conseillers du président tentent de jouer à une partie de poker, au cours de laquelle Dolores, la secrétaire du président, montre son expertise dans ce jeu. Cette partie va être entrecoupée par les événements suivants.
- Quelqu'un tire depuis Pennsylvania Avenue en direction de la salle de presse. Si personne n'est blessé, en revanche un black-out est décidé : plus personne n'entre dans l'aile Ouest ni n'en sort.
- Josh doit rencontrer l'avocat Joe Quincy qui postule au poste de Conseiller juridique de la Maison-Blanche. L'homme, quoique brillant, est évasif.
- Le président Bartlet doit gérer un grave incident international : un drone américain s'est écrasé non loin de Kaliningrad. Ce drone effectuait des clichés concernant le vol ou le trafic de produit radioactifs entre la Russie et l'étranger. La situation est claire mais la réponse difficile à mettre en œuvre : comment récupérer le drone et la technologie afférente avec l'accord du président russe ?
- Zoey informe Charlie qu'elle va bientôt quitter durant trois mois les États-Unis pour se rendre en France afin d'y rejoindre Jean-Paul, son petit ami. Charlie est effondré par cette décision.
- C. J. a lu sur internet qu'au moment de l'équinoxe de printemps, on peut « faite tenir un œuf sur sa base sans qu’il retombe ». Lors de la partie de poker, tout le monde se montre dubitatif sur cette théorie. Dans les dernière secondes de l'épisode, C. J. parvient néanmoins à faire tenir un œuf sur sa base.

### Épisode 21:Vie sur Mars
- États-Unis : 30 avril 2003 sur NBC
- France : 30 décembre 2006 sur France 2

- Matthew Perry : Joe Quincy
- Tim Matheson : vice-président John Hoynes
- Kiersten Warren : Blair Spoonhour
- Claire Coffee : Cassie Tatum
- NiCole Robinson : Margaret
- John Apicella : Ralph Gish
- Andy Umberger : Stevie
- Mandy Freund : Claire Huddle

### Épisode 22:Avant le départ
- États-Unis : 7 mai 2003 sur NBC
- France : 6 janvier 2007 sur France 2

- Mary-Louise Parker : Amy Gardner
- Timothy Busfield : Danny Concannon
- John Amos : Percy Fitzwallace
- Taye Diggs : Agent Wesley
- Anna Deavere Smith : Nancy McNally
- Kathleen York : Andrea Wyatt

### Épisode 23:Le Vingt-cinquième amendement
- États-Unis : 14 mai 2003 sur NBC
- France : 27 janvier 2007 sur France 2

- John Amos : Percy Fitzwallace
- Taye Diggs : agent Wesley
- Michael O'Neill : Ron Butterfield
- Anna Deavere Smith : Nancy McNally
- Clark Gregg : Michael Casper

- L'hypothèse de l'enlèvement de Zoey avait déjà été évoquée dans l'épisode 6 de la première saison : « Monsieur Willis de l'Ohio ».
- Pendant le stress engendré par la disparition de Zoey, Toby Ziegler assiste à l'accouchement d'Andrea, qui met au jour deux faux-jumeaux : un garçon, prénommé Hutch, et une fille, prénommée Molly.